# Saint-Laurent-de-Lin
Saint-Laurent-de-Lin är en kommun i departementet Indre-et-Loire i regionen Centre-Val de Loire i de centrala delarna av Frankrike. Kommunen ligger i kantonen Château-la-Vallière som tillhör arrondissementet Tours. År 2022 hade Saint-Laurent-de-Lin 344 invånare.

## Befolkningsutveckling
Antalet invånare i kommunen Saint-Laurent-de-Lin
Referens:INSEE